# 阿尔瓦罗·冈萨雷斯·索韦龙
阿尔瓦罗·冈萨雷斯·索韦龙（西班牙語：Álvaro González Soberón，1990年1月8日—），是西班牙的一位足球運動員，場上司職中後衛。現效力於西班牙皇家足協甲組聯賽球會特內里費。

## 俱樂部生涯

### 艾納斯
2022年8月29日，阿爾瓦羅與沙烏地職業足球聯賽球會艾納斯簽訂了一份為期一年的合約，並可選擇續約一年。

### 艾卡迪斯亞
2023年7月20日，阿爾瓦羅自由轉會加盟沙特甲級聯賽俱樂部艾卡迪斯亞 。23-24賽季他幫助球隊以冠軍的身份晉級沙烏地職業足球聯賽。

### 柔佛DT
2025年2月4日，阿爾瓦羅加盟马来西亚超级足球联赛球會柔佛DT。

## 榮譽

### 俱樂部
艾卡迪斯亞
- 沙烏地甲級足球聯賽冠軍：2023–24賽季[3]

### 國家隊
西班牙U21
- U21歐洲國家盃冠軍：2013年[5]

## 外部連結
- Soccerway資料庫：阿尔瓦罗·冈萨雷斯·索韦龙